# Assassin's Creed: Brotherhood
Assassin's Creed: Brotherhood é um jogo de ação-aventura, sendo o terceiro da franquia e sequência direta de Assassin's Creed II. Foi desenvolvido pela Ubisoft e lançado em Novembro de 2010 para PlayStation 3 e Xbox 360, em Março de 2011 para Microsoft Windows e posteriormente em Julho para Mac OS. É o primeiro jogo da série a apresentar o modo multiplayer.

## Jogabilidade
Assassin's Creed: Brotherhood mantém o estilo Sandbox em um mundo completamente aberto na cidade de Roma, na Itália. Assim como os primeiros jogos da franquia, as mecânicas estão baseadas no uso do Parkour para locomoção, o modo Stealth para a realização de assassinatos mais complexos e novos modos de combate, com armas brancas ou de fogo. Pela primeira vez na série, o game oferece um modo multiplayer, juntamente com 15 horas de uma  campanha single player, também contando agora com legendas em português nos menus e nos diálogos do game.
O jogador novamente controla o assassino Ezio Auditore da Firenze através de memórias genéticas de Desmond Miles utilizando o Animus 2.0. Mais missões dos tempos modernos serão introduzidas ao jogador ao longo da progressão da história principal. Como um mestre assassino, Ezio terá que reorganizar sua irmandade em Roma para lutar contra os templários. Haverá um modo de controle dos assassinos que lhe permitirá enviar novos recrutas assassinos ao redor do mundo para lutar pelos seus ideais ou simplesmente utilizá-los como ajudantes em suas missões em Roma. Oferecer novos objetivos aos coadjuvantes é essencial para que eles evoluam e ganhem pontos de experiência, já que isso lhes proporcionará novas habilidades, roupas, armaduras e armas de longo e curto alcance. No entanto, mesmo Ezio sendo um mestre assassino neste episódio, suas habilidades ainda não estão perfeitas e ele ainda terá que aprender a usar novas máquinas, como o pára-quedas de Leonardo da Vinci, que poderá ser utilizado para pular de edifícios mais altos.
O jogador terá que reconstruir Roma, que está caíndo em ruínas graças ao governo corrupto dos Templários sobre os estados Papais, concentrando o poder no Vaticano. Assim como a vilarejo de Monteriggioni em Assassin's Creed II, Ezio terá a capacidade de investir na cidade para ganhar prêmios e forçar uma revolução, que contará agora com a ajuda do povo. O jogador terá que conquistar e destruir as torres do exército Borgia com o intuito de liberar regiões da cidade do domínio da família. Completando esses objetivos libera novas missões e oportunidades. Roma é a maior cidade já criada na série, sendo três vezes o tamanho de Florença de Assassin's Creed II e inclui cinco distritos variados: Vaticano, Downtown, Tiber, Country and Antique. Nenhuma outra cidade ou mapa foram anunciadas como exploráveis, apesar de Monteriggioni aparecer no início do jogo e Florença ser vista em fotos no modo multiplayer.
O modo de combate foi reformulado para ser mais rápido e dinâmico. Ataques furtivos e ações ofensivas serão mais mortais em Brotherhood do que nos primeiros jogos, onde o contra-ataque parecia ser mais eficiente. A inteligência artificial se tornou mais agressiva, podendo ocorrer ataques simultâneos. Para matá-los, Ezio pode utilizar armas de longo e curto alcance ao mesmo tempo, introduzindo a Pistola ao combate corpo a corpo. O protagonista pode também jogar machados e outras armas aos seus inimigos. Novos arquétipos foram adicionados em relação a Assassin's Creed II, como os Guardas Papais, por exemplo. Novas técnicas mais letais de execução foram somadas as outras mais antigas, onde Ezio pode, por exemplo, atirar sua pistola praticamente dentro do crânio do oponente.
Os cavalos poderão agora entrar nas cidades, tendo um papel importantíssimo na criação de assassinatos, combates e sequências de fuga.

### Multijogador
O modo multiplayer estará presente em todas as plataformas, no entanto, o Beta estará disponível apenas para usuários do PlayStation 3 e está previsto para começar em 4 de Outubro de 2010. Três mapas foram confirmados para o modo Beta: Roma, Castel Gandolfo e Siena. O modo multiplayer diferenciado foi elogiado por muitos na E3 2010, onde foi apresentado. Recebeu, inclusive, o prêmio de Melhor Game Multiplayer do show pela GameTrailers. Os jogadores são templários em treinamento nas dependências da Abstergo. Eles usam o Animi (plural de Animus) visto no início de Assassin's Creed II para acessar memórias dos assassinos com o intuito de adquirir suas habilidades usando o Bleeding effect.
Em Wanted, seis ou mais jogadores são introduzidos a um mapa onde eles devem procurar e assassinar uns aos outros. No entanto, as regras não permitem um clássico jogo estilo "deathmatch", mas sim perseguições de gato-e-rato. Cada jogador recebe um contrato, onde o objetivo é encontrar e matar o oponente sem ser visto ou morto pela própria presa. Se o jogador é visto pelo contrato, o oponente será avisado e irá fugir para sobreviver, dando início a sequências de perseguições formadas, principalmente, por movimentos de parkour. Um jogador recebe pontos a partir da construção de assassinatos variados. Vence aquele que obtiver o maior número de pontos.
Em Alliance, oito jogadores são divididos em duas equipes e, trabalhando juntos, devem completar vários contratos sem serem mortos pelo grupo adversário.
Os jogadores terão a capacidade de escolher um entre os personagens disponíveis: Cortesã, Caçador, Barbeiro, Padre, Carrasco, nobre, Doutor, Mercadante, Soldado e o Ferreiro. Dois outros personagens jogáveis também estarão disponíveis: O Arlequim e o Oficial. Eles só estarão presentes, no entanto, apenas nas versão pré-vendidas do game nas versões de colecionadores e também no pack de expansão do jogo "Da Vinci Disappearance". No modo on-line, existem mais personagens que passam a ser jogáveis à medida que os jogadores avançam de nível, que são: Ferreiro, Ladra, Salteador e Mercenário. Cada assassino terá movimentos únicos e assassinatos diferenciados.

## História
Assassin's Creed: Brotherhood começa imediatamente no momento em que Assassin’s Creed II termina, após a conversa entre Minerva e Ezio Auditore da Firenze. Considerado “o segundo capítulo na trilogia Ezio”, este ainda não é Assassin’s Creed III, mas sim um novo capítulo que expande a história do herói e o introduz agora como um verdadeiro mestre na Ordem de Assassinos.
Após deixar Rodrigo Borgia escapar, Ezio e seu tio Mario retornam para Monteriggioni. Ao se reencontrar com seus parentes e aliados da irmandade, incluindo Catarina Sforza, Condessa de Forlí e amante de Ezio, Nicolau Maquiavel, intelectual e afiliado da irmandade, além de sua irmã Cláudia e sua mãe Maria. Ao descobrir que Ezio poupou a vida de Rodrigo Borgia, Maquiavel se irrita com Ezio e parte para Roma. Convencido que suas guerras acabaram e que sua vingança contra os Borgia acabou, Ezio permanece em Monteriggioni por cerca de um mês. Após uma noite com Catarina, Monteriggioni é atacada por um exército liderado por César Bórgia, filho de Rodrigo, uma imensa batalha acontece em Monteriggioni, que resulta na morte de Mario Auditore e na completa destruição da cidade. Ezio é forçado à deixar Monteriggioni e consegue fugir para Roma. Em Roma, Ezio encontra Maquiavel, que explica para Ezio que César se tornou o novo governador de Roma e Rodrigo se tornou o novo papa, caso nada ser feito, toda Itália irá ceder ao poder dos templários. Maquiavel insiste para que Ezio volte a Florença, mas Ezio decide permanecer em Roma e lá reconstruir a Irmandade dos Assassinos. Agora com um Ezio mais velho e mais experiente enfrentando novamente os Borgia, Ezio se torna o novo Grão-Mestre dos Assassinos na Itália.
Após encarar de frente membros da família Bórgia e até eliminar alguns deles, Ezio, ao lado de seus aliados da Ordem de Assassinos, se depara cara a cara com Cesar no final do game, que é preso pelo exército do Papa Júlio II. Após um salto de 4 anos, César consegue escapar de sua prisão e resolve atacar a cidade de Viana, Espanha. Ezio viaja até a Espanha, enfrenta e assassina César
Com a Maçã do Éden recuperada, Ezio retorna à Itália, onde resolve esconder o artefato no Templo de Juno, local em reverência à deusa Juno. No presente, com base nas memórias do assassino, Desmond e seus aliados partem em busca do Templo, onde apenas Desmond se depara diretamente com a deusa que diz que a humanidade é “inocente e ignorante”. Em seguida, Juno passa a controlar o corpo de Desmond e o faz assassinar Lucy. Após o ato de motivo até então desconhecido, o herói do presente entra em coma e no mesmo momento, os créditos começam a subir na tela.